# Geoffrey Sampson
Geoffrey Sampson (1944) é um linguista britânico, professor de Linguística Computacional da Universidade de Sussex. Ele é reconhecido pelo trabalho de desenvolvimento de software de compreensão automática da linguagem e treinamento de habilidades de escrita, ideias inseridas em sua obra Educating Eve.
Sampson é membro da Royal Society of Arts, sua carreira acadêmica inclui pesquisa em línguas orientais, linguística e computação, com interesses paralelos em filosofia e pensamento político e econômico. Ele é citado duas vezes como autoridade em sistema de escrita na Encyclopædia Britannica.

## Obras
- The Form of Language (Weidenfeld & Nicolson, 1975)
- Liberty and Language (Oxford, 1979)
- Making Sense (Oxford, 1980)
- Schools of Linguistics: Competition and Evolution (Hutchinson, 1980)
- Writing Systems (Anchor Brenton Ltd., 1985)
- Educating Eve: The 'Language Instinct' Debate (Continuum, 1997)
- Empirical Linguistics (Continuum, 2001)